# Джей Ті Джи
Джейсон Ентоні Пол (англ. Jayson Anthony Paul, нар. 10 грудня 1984 року) — американський професійний реслер, що виступав в WWE до 2014 року, під псевдонімом JTG (англ. Jayson The Gangsta).

## Раннє життя
Джейсон Ентоні Пол народився 10 грудня 1984 року в Брукліні, Нью-Йорк, штат Нью-Йорк.  Мати Пола має тобазьке походження. Він навчався у середній школі Джона Дьюї в Брукліні, де відвідував заняття з акторської майстерності та драми.

## Професійний реслінг

### WWE
Пол розпочав свою кар'єру у 2006 році, працюючи в команді Ohio Valley Wrestling (OVW) під псевдонімом The Neighborhoodie.  Там він був включений до складу команди разом із Шадом Гаспаром, що називалась Крайм Тайм. У складі цієї команди Джей Ті Джи двічі ставав командним чемпіоном.
У 2006 році гурт перейшов з OVW до бренду Raw під назвою «Cryme Tyme», а Пол змінив своє ім'я на JTG. 4 вересня 2006 року в ефірі Raw вийшла серія відеороликів, які рекламували дебют Cryme Tyme . 16 жовтня 2006 року в епізоді Raw Cryme Tyme дебютували і перемогли двох членів тодішніх чемпіонів світу серед тег-команд The Spirit Squad (Майкі та Джонні) у нетитульному поєдинку.
У листопаді 2006 року на платному шоу Cyber Sunday Cryme Tyme перемогли Ленса Кейда і Тревора Мердока, Чарлі Хааса, Viscera і The Highlanders у матчі техаського торнадо (за результатами голосування фанатів).  Як частина свого трюку, Cryme Tyme регулярно крали речі, що належали іншим рестлерам і ведучим ефіру, і продавали їх фанатам. Вони також продавали фальшиві вхідні номери на Royal Rumble. Кілька місяців по тому на платному шоу New Year's Revolution Cryme Tyme виграли командний матч проти The Highlanders, World's Greatest Tag Team, Кейда і Мердока, а також «Ножівки» Джима Даґґана і Супер Божевільного, що дало їм змогу потрапити на Чемпіонат світу з командного рестлінгу.  Потім вони змагалися в основному на Heat протягом наступних кількох місяців, хоча вони з'явилися за лаштунками на WrestleMania 23.  Вони також взяли участь у королівській битві команд тегів 2 квітня. Трохи пізніше вони дебютували в WWE на бренді RAW, де боролися за звання командних чемпіонів WWE.  
У 2010 році Шад наніс важкі тілесні травми Джей Ті Джи, що призвело до розпаду команди. 
В 2011 році став наставником Джейкоба Новака у NXT. У NXT ворогував з Володимиром Козловим та його новачком. У 2012 році з'явився в новому образі й переміг Йоші Татсу, що стало його єдиним виграшем за весь рік. Остання поява на ринзі WWE датована 2014 роком, а 14 червня того ж року він був звільнений.

## Особисте життя
Мешкає в Лос-Анджелесі. Має доньку, на ім'я Медісон (2011 р.н.). Був близьким другом свого партнера з реслінгу Шада Гаспара, який помер в травні 2020 року.

## В реслінгу
Фінішер
- Da Shout Out

Улюблені прийоми
- Diving leg lariat
- Double swinging neckbreaker
- Dropkick
- Inverted double leg slam

Музичні теми
- "Bringin' Da Hood 2 U" від Jim Johnston

## Титули та нагороди
Ohio Valley Wrestling
- OVW Southern Tag Team Championship (двічі, разом з Шадом Гаспардом)

Pro Wrestling Illustrated
- займає 84-те місце серед найкращих 500 одиночних реслерів PWI у 2010 році